# Tretochone
Tretochone is een geslacht van sponsdieren uit de klasse van de Hexactinellida.

## Soort
- Tretochone duplicata (Topsent, 1928)